# Ladenburg
Ladenburg is een plaats in de Duitse deelstaat Baden-Württemberg, gelegen in het Rhein-Neckar-Kreis. De stad telt 11.880 inwoners.

## Geografie
Ladenburg heeft een oppervlakte van 19,00 km² en ligt in het zuidwesten van Duitsland, tussen Mannheim en Heidelberg.

## Geschiedenis
Ladenburg was al in de Romeinse tijd een stad en had toen de naam Lopodunum. De Merovingen stichtten een palts in de stad. In 628 werd de stad aan de bisschop van Worms geschonken. Vanaf 1385 moest de bisschop de heerschappij over de stad delen met de Keur-Palts. In 1400 werd Ladenburg de residentie en het administratieve centrum van het Prinsbisdom Worms, nadat de bisschop door de burgers van de rijksstad Worms uit de oorspronkelijke zetel van zijn bisdom was gezet. Ladenburg hield deze status tot 1705, toen de stad geheel onder het bestuur van de Keurpalts kwam.